# Disco-Disco
 Disco-Disco magyar szórakoztató televíziós műsor, 33 perc, 1979.
A Magyar Televízió 1. programján az 1979-es szilveszteri műsor fénypontja a nyugat-német ZDF Televízió Disco disco disco című popzenei műsorának paródiája, magyar változata volt. Az eredeti műsort 1979. augusztus 24-én adták le, a Magyar Televízió szept. 16-án sugározta.
Zene: Rusznák Iván, az M7 (együttes) játszotta a dalokat. Író: Tardos Péter, rendező, forgatókönyvíró: Bednai Nándor.
A magyar változat 33 perces, mintegy harmada a németnek (mely közel 100 perces). Az MTV-változatban jóval kevesebb fellépő látható, más sorrendben. A zeneszámok azonosak, azonban a kosztümök, a (gyakran paródiába hajló) koreográfia, színpadi gesztusok nagyban eltérnek az eredetitől. Mindkét változatban diszkót táncoló, helyszíni közönség is látható az inzertekben.
Szervusztok, szervusztok, jó estét kívánok!
Szeretettel köszöntök mindenkit a Magyar Televízió 1979-es diszkóklubjából.
Örülök, hogy ilyen sokan eljöttetek, és ilyen sokan fennmaradtak ezen az egyszerű hétfői estén, amikor a Magyar TV rendkívüli adásnapot tart. Vajon miért?
Műsorunkat a fél világ átveszi! A kabhegyi, a pécsi és a miskolci relék segítségével műsorunk éppúgy látható lesz Dabason, mint Kiskunlacházán vagy a Dob utca 46/b-ben!

## Szereplők
- Gálvölgyi János (Disc jockey),
- Pálos Zsuzsa (Boney M. énekesnő),
- Bán Teodóra (Boney M. táncos),
- Keveházi Gábor (Boney M. táncos),
- Szabadi Edit (Boney M. táncos),
- Paudits Béla (Plastic Bertrand),
- Hernádi Judit (Donna Summer),
- Benkóczy Zoltán (Bryan Ferry),
- Lukács Sándor  (Patrick Hernandez),
- Csala Zsuzsa (Baccara együttes),
- Mányai Zsuzsa  (Baccara együttes),
- Pogány Judit (Suzi Quatro),
- Balázs Péter  (Chris Norman),
- Tahi Tóth László  (Rod Stewart),
- Csongrádi Kata  (Tina Turner),
- Márkus László  (Demis Roussos),
- Kudlik Júlia  (Agnetha Fältskog, ABBA),
- Takács Mária  (Anni-Frid Lyngstad, ABBA),
- Knézy Jenő  (Benny Andersson, ABBA),
- Murányi László  (Björn Ulvaeus, ABBA),
- Harsányi Gábor  (Amanda Lear),
- Budapesti Operettszínház Tánckara,
- M7 (együttes).